# Dexiosoma lineatum
Dexiosoma lineatum är en tvåvingeart som beskrevs av Louis-Paul Mesnil 1970. Dexiosoma lineatum ingår i släktet Dexiosoma och familjen parasitflugor.
Artens utbredningsområde är Myanmar. Inga underarter finns listade i Catalogue of Life.